# Grove Town Cemetery
Grove Town Cemetery is een Britse militaire begraafplaats met gesneuvelden uit de Eerste Wereldoorlog, gelegen in de Franse gemeente Méaulte (departement Somme). De begraafplaats werd ontworpen door Edwin Lutyens en ligt  op 2.700 m ten zuidoosten van het centrum van Méaulte (Église Saint-Léger).  
Ze heeft een trapeziumvormig grondplan met een oppervlakte van 3.400 m² en wordt omsloten door een natuurstenen muur, afgedekt met witte stenen. 
De open toegang bevindt zich in een naar binnen gebogen gedeelte van de noordoostelijke muur (straatzijde). Vanaf de toegang heeft men uitzicht op de Stone of Remembrance met daarachter het Cross of Sacrifice dat tegen de zuidwestelijke muur staat. Dicht bij de zuidelijke hoek staat een dienstgebouw met een ruimte om te schuilen en een rustbank. De begraafplaats wordt onderhouden door de Commonwealth War Graves Commission.
Er liggen 1.391 slachtoffers begraven waaronder 1.364 Britten, 14 Australiërs, 12 Canadezen en 1 Nieuw-Zeelander.
In dezelfde gemeente ligt ook Meaulte Military Cemetery.

## Geschiedenis
In september 1916 werden op deze plek de 34th en de 2/2nd London Casualty Clearing Stations opgericht, bij de troepen bekend als Grove Town, om de slachtoffers van de slagvelden aan de Somme op te vangen. Ze werden verplaatst in april 1917. 
De begraafplaats werd na enkele laatste bijzettingen in augustus en september 1918, gesloten. 

## Graven

### Onderscheiden militairen
- luitenant-kolonel Charles James Willoughby Hobbs en majoor Edmund Rochfort Street (Sherwood Foresters (Notts and Derby Regiment) en Ralph Streatfeild-James, kapitein bij het East Surrey Regiment werden onderscheiden met de Distinguished Service Order (DSO).
- sergeant-majoor John Chalmers (Cameronians (Scottish Rifles) werd onderscheiden met het Military Cross en de Distinguished Conduct Medal (MC, DCM).
- de sergeant-majoors H.D. Reid (King Edward’s Horse), Alfred John Cottridge (Royal Garrison Artillery) en Percy Joseph Mayo (Cameronians (Scottish Rifles)), korporaal George Sheldon (King's Shropshire Light Infantry) en soldaat Ernest Anderson (Coldstream Guard) werden onderscheiden met de Distinguished Conduct Medal (DCM).
- James Dacres Belgrave, kapitein bij de Royal Air Force werd tweemaal onderscheiden met het Military Cross (MC and Bar).
- luitenant-kolonel Thomas Herbert Morris (Rifle Brigade), kapitein Hugh Henry Burn (Coldstream Guards), de luitenants Robert Davison (The King's (Liverpool Regiment)), Arthur McWilliam Lawson Johnston (Grenadier Guards) en Alan Dale Wyndham Scott (Royal Field Artillery) en de onderluitenants Leicester Hulke Spreat (Royal Field Artillery) en Ronald W.A. Watts (Worcestershire Regiment) en de compagnie sergeant-majoors F.W. Barker en Thomas David Gage (Norfolk Regiment) werden onderscheiden met het Military Cross (MC).
- nog 15 militairen werden onderscheiden met de Military Medal (MM).

### Minderjarige militairen
- soldaat George Leonard Edwards (Essex Regiment) was 15 jaar toen hij op 24 september 1916 stierf.
- korporaal William Douglas Wells (The Buffs (East Kent Regiment), schutter Ernest Albert Tranter (Rifle Brigade) en de soldaten James Henry Whiting (Hampshire Regiment), Thomas Brennan Newell (Royal Irish Fusiliers) en Frederick William Knowles (Sherwood Foresters (Notts and Derby Regiment) waren 17 jaar toen ze stierven.

### Aliassen
Zes militairen dienden onder een alias:
- korporaal Walter Edward Boosey als Walter Edward Bowery bij de Royal Engineers.
- soldaat C. Beckman als C. Watson bij de Royal Fusilliers.
- soldaat Matthew John Gahan als M.J. Byrne bij de Royal Dublin Fusiliers.
- soldaat T. Bryer als G. Thorn bij het Hampshire Regiment.
- soldaat William Coghlan als J. Broderick bij de Irish Guards.
- soldaat Richard Knox als R. Corcoran bij de Irish Guards.